# Хемотаксис

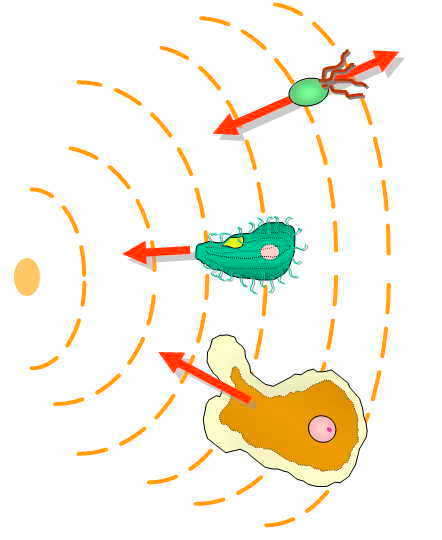

Хемота́ксис —  двигательная реакция микроорганизмов на химический раздражитель.

## Хемотаксис бактерий
Бактерии способны двигаться по направлению к аттрактантам (зачастую питательным веществам) и от репеллентов (например, токсинов). В качестве аттрактантов выступают практически все сахара и аминокислоты, в качестве репеллентов — жирные кислоты, спирты и другие потенциально вредоносные вещества. Чувствительность бактерии впечатляет — они легко детектируют изменение концентрации на 0,1 % при микромолярных концентрациях веществ, а диапазон детектируемых концентраций перекрывает пять порядков.
Аттрактанты и репелленты детектируются за счёт непосредственного взаимодействия со специфическими хеморецепторами, а не за счёт каких-либо внутриклеточных эффектов детектируемого вещества.
Мембранные рецепторы группируются в кластеры, как правило расположенные на полюсах клетки, однако это не может помочь бактерии уловить разницу концентраций между полюсами, поскольку она будет слишком маленькой из-за малого размера самой клетки.
Вместо этого бактерии ориентируются в химических градиентах путём измерения временных изменений концентраций при движении. Обычно скорость движения Escherichia coli составляет 10—20 своих длин в секунду.
Сравнивая текущую загруженность хеморецепторов специфическими лигандами с таковой несколько секунд назад, клетка фактически может «измерить» разницу концентраций определённого вещества на расстоянии, во много раз превышающем длину самой клетки.
Такое измерение концентрации лиганда во времени возможно за счёт адаптивного метилирования хеморецепторов, которое зависит от загруженности их лигандами.
Задержка во времени между связыванием лиганда и метилированием рецептора представляет собой своеобразную молекулярную «память», которая и позволяет измерять изменение концентраций лиганда.
Если выбранное направление движения соответствует увеличению концентрации аттрактанта (снижению концентрации репеллента), то время до следующего кувыркания увеличивается. Из-за своего малого размера клетка постоянно сбивается с «верного» пути броуновским движением и поэтому просто не может продолжительно двигаться прямо. Такой механизм только в общем обеспечивает движение бактерии по градиенту концентрации в нужном направлении, но для бактерии является достаточно эффективным.
Механизм, основанный на переключении направления вращения жгутиков, приводящий к прямолинейному движению, которое через варьирующиеся промежутки времени сменяется кувырканием на месте, не является единственным.
У Rhodobacter sphaeroides вращение единственного жгутика сменяется его полной остановкой, а у Rhizohium meliloli вращение жгутика никогда не прекращается — изменяется только его скорость. Но во всех этих случаях результат работы сенсорной системы хемотаксиса один и тот же: если бактерия движется в «нужном» направлении — продолжительность такого движения увеличивается.
Сенсорный механизм хемотаксиса более сложен, чем рассмотренные ранее. Это объясняется прежде всего двумя причинами.
Во-первых, поскольку броуновское движение может очень быстро изменить ориентацию бактериальной клетки, бактерии должны обрабатывать хемотаксические сигналы очень быстро и, действительно, от стимула до переключения «моторов» у бактериальной клетки проходит не более 0,2 секунды.
Во-вторых, для правильного сравнения пространственных градиентов клеткам необходимо такое устройство сенсорного механизма, которое «гасило» бы сенсорную стимуляцию в статических условиях, то есть в отсутствие градиента концентрации, как бы много какого-то аттрактанта или репеллента ни присутствовало бы в среде.

### Белковый аппарат хемотаксиса бактерий
Три класса белков участвуют в хемотаксисе: трансмембранные рецепторы, цитоплазматические сигнальные белки и ферменты адаптивного метилирования.

#### Рецепторы хемотаксиса
Многие бактерии детектируют хемотаксические стимулы при помощи рецепторов, известных как метилируемые белки хемотаксиса (англ. methyl-accepting chemotaxis proteins, MCPs).
Эти белки являются мембранными сенсорами, в принципе аналогичными по своей структуре HnvZ, с тем только отличием, что цитоплазматический сигнальный домен не является автокиназой.
Функцию автокиназы выполняет другой белок — CheA, а сигнальные домены MCP обеспечивают взаимодействие с CheA.
Ещё одно отличие от типичного сенсора — по обе стороны сигнального домена располагаются сайты метилирования, необходимые для адаптации рецепторов.
MCP-белки состоят приблизительно из 550 аминокислотных остатков и являются димерами.
Хорошо изучены 4 MCP-белка из E. coli, реагирующие на серин (Tsr), аспартат и мальтозу (Tar), рибозу, глюкозу и галактозу (Trg) и дипептиды (Tap).
У сальмонелл нет Tap, но есть сенсор цитрата Tep.
Серин, аспартат и цитрат связываются непосредственно с рецепторами, тогда как сахара и дипептиды сначала связываются с соответствующими периплазматическими белками, а уже эти комплексы взаимодействуют с рецепторами.
Кроме того, MCP реагируют на изменения температуры и pH, а также являются рецепторами для различных репеллентов.
Классический рецептор хемотаксиса состоит из
- аминоконцевой трансмембранной спирали,
- периплазматического собственно сенсорного домена, сложенного из четырёх α-спиральных участков,
- второй трансмембранной спирали,
- большого цитоплазматического сигнального и адаптационного домена.

Цитоплазматические домены сенсоров содержат 4 или 5 остатков глутамата, доступных для метилирования.

#### Трансляция внеклеточного стимула во внутриклеточный сигнал
Для объяснения механизма трансмембранной передачи сигнала молекулой хеморецептора было предложено две модели. Имеющиеся экспериментальные данные не позволяют полностью исключить ни одну из них, однако большинство исследователей склоняется в пользу второй модели (модели пистона).
В соответствии с первой моделью (моделью ножниц) контакт лиганда с дистальными концами связанных с мембраной спиралей хеморецептора может индуцировать значительное перемещение трансмембранных сегментов. В несвязанном с лигандом состоянии субъединицы рецептора, предположительно, взаимодействуют между собой только в области первого трансмембранного сегмента.
Связывание с лигандом вызывает сближение сенсорных и периплазматических субъединиц, что передаётся сигнальным субъединицам и обеспечивает их взаимодействие между собой, а в таком виде они уже не могут взаимодействовать с CheA и стимулировать его автокиназную активность. Метилирование создаёт стерические препятствия для взаимодействия сигнальных доменов между собой, что снова позволяет им стимулировать автокиназную активность CheA.
Сейчас всё больше и больше данных накапливается в пользу другого механизма (модель пистона), основанного на скольжении трансмембранных сегментов (ТМС) друг относительно друга. В соответствии с этой моделью аминоконцевой ТМС закреплён в мембране жёстко, тогда как второй более подвижен и, при связывании лиганда, скользит «вниз», то есть в сторону цитоплазмы, что и вызывает конформационное изменение цитоплазматического сигнального домена, инактивирующее его. Вариация на эту тему — участие двух амфипатических спиралей линкерного домена в изменении конформации.

#### Цитоплазматические сигнальные белки и регуляторный механизм хемотаксиса
Взаимодействие между рецепторами и переключателем жгутика осуществляется четырьмя белками:
- CheA — гистидинкиназа
- CheY — PO, аспартаткиназа
- CheW — «адаптор» между рецептором и CheA
- CheZ — белок, способствующий дефосфорилированию CheY-P.

Пара белков CheA-CheY представляет собой двухкомпонентную регуляторную систему. Наиболее существенным отличием от классических систем является то, что CheY не является транскрипционным фактором и, соответственно, у него отсутствует ДНК-связывающий домен. Гистидинкиназа CheA функционирует в виде димера, с которым связываются два мономера CheW, и уже этот комплекс вступает в ассоциацию с димерным рецептором. В составе такого комплекса автокиназная активность CheA резко возрастает, что усиливает перенос фосфата от CheA~P к CheY. CheY~P связывается с FliM моторно-переключательного комплекса базального тела, что приводит к вращению жгутика по часовой стрелке. CheZ предотвращает накопление CheY~P, стимулируя автофосфатазную активность CheY.
При отсутствии аттрактанта концентрация CheY-P поддерживается на уровне, способствующем вращению жгутика преимущественно по часовой стрелке и, следовательно, отсутствию упорядоченного движения бактерии. Связывание аттрактанта с рецептором индуцирует конформационное изменение, которое передаётся через мембрану и подавляет автокиназную активность CheA. Концентрация CheY~P падает, и жгутики бактерии более продолжительное время вращаются против часовой стрелки. Поэтому клетки будут дольше двигаться прямолинейно, если они попадают в среду с более высокой концентрацией аттрактанта. Однако этот механизм не объясняет, как клетка может реагировать на постоянно возрастающую концентрацию аттрактанта. Этой цели служит сенсорная адаптация.

#### Метилазы хемотаксиса и сенсорная адаптация
Адаптация сенсорного аппарата достигается путём обратимого метилирования рецепторов, в котором участвуют два белка — метилтрансфераза CheR и метилэстераза CheB. Метилирование рецепторов оказывает действие, противоположное связыванию аттрактанта. Интересно, что метилирование стимулируется связыванием аттрактанта с рецептором и в конечном итоге нейтрализует эффект связывания аттрактанта. Однако между связыванием аттрактанта и метилированием рецептора проходит некоторое время, в течение которого бактерии движутся прямолинейно, что и составляет основу молекулярной памяти аппарата хемотаксиса.
Метилтрансфераза CheR метилирует остатки глутамата в цитоплазматических доменах MCP с постоянной скоростью, перенося метильную группу с S-аденозилметионина. Регуляции со стороны сенсорного аппарата хемотаксиса подвергается не метилирование рецепторов, а обратный процесс, зависящий от белка CheB. CheB является мишенью для переноса фосфата с CheA~P, и в фосфорилированном состоянии CheB является метилэстеразой, деметилирующей MCP.
В отсутствие стимула метилирование MCP, осуществляемое CheR, компенсируется удалением метильных групп фосфорилированным CheB, что поддерживает метилирование MCP на уровне 0,5—1 метильная группа на субъединицу рецептора.
Когда аттрактант связывается с рецептором и ингибирует активность CheA, концентрация CheB~P падает, хотя и более медленно, чем концентрация CheY~P, поскольку CheB~P не является субстратом для CheZ. Повышение степени метилирования восстанавливает способность рецептора стимулировать CheA. Однако, даже после того, как базальные уровни CheY~P и CheB~P восстанавливаются, связанный с аттрактантом рецептор остаётся метилированным, поскольку метилированный рецептор — более плохой субстрат для метилэстеразы CheB~P.
Таким образом, с учётом метилирования принцип работы молекулярной машины хемотаксиса выглядит следующим образом.
- В отсутствие аттрактанта хеморецептор находится в активированном состоянии и его сигнальный домен стимулирует киназную активность CheA, что ведёт к фосфорилированию CheY, a фосфо-CheY, взаимодействуя с переключателем мотора, вызывает вращение жгутика по часовой клетке, что приводит к «кувырканию» бактерии на месте.
- Связывание аттрактанта инактивирует рецептор, и его сигнальный домен уже не может стимулировать киназную активность CheA, концентрация фосфо-CheY быстро падает (что стимулируется белком CheZ), направление вращения жгутика меняется, и бактерия движется прямолинейно.
- Прямолинейное движение, однако, может прекратиться по двум причинам. Если бактерия начала двигаться в неблагоприятном направлении, рецептор освобождается, начинается фосфорилирование CheY, и бактерия снова «кувыркается» на месте. Кроме того, когда киназа CheA «выключена», одновременно с дефосфорилированием CheY~P происходит дефосфорилирование CheB~P, хотя и с меньшей скоростью (поскольку CheB-P не является субстратом для CheZ), что приводит к повышению степени метилирования рецептора и восстановлению его сигнальной активности.

Поскольку и CheY, и CheB являются свободными цитоплазматическими белками, степень их фосфорилирования будет зависеть от степени метилирования рецепторов и их загруженности лигандами. Это делает возможным вместо ответа «всё или ничего» плавно регулировать подвижность бактерий в широком диапазоне концентраций аттрактантов и репеллентов. Метилирование рецепторов обеспечивает простейшую молекулярную память, позволяющую бактерии контролировать «правильность» направления движения. Уровень метилирования будет высоким, если концентрация аттрактанта была высокой некоторое время назад. Когда клетка движется, она «сравнивает» сиюмоментную концентрацию аттрактанта (определяемую по степени занятости рецепторов) с концентрацией в недавнем прошлом (как зафиксировано степенью метилирования рецепторов). Если окружающие условия значительно улучшились или ухудшились, активность гистидинкиназы CheA будет соответственно снижена или повышена, изменяя продолжительность прямолинейного движения бактерии соответствующим образом.